# NK Jedinstvo Bihać
Der Nogometni klub Jedinstvo Bihać ist ein bosnisch-herzegowinischer Fußballverein aus Bihać. Der Verein spielt zurzeit in der zweithöchsten Fußball-Liga, der Prva Liga FBiH. Die Vereinsfarben sind rot-weiß.

## Allgemeines
Der Verein ist einer der ältesten des Landes. Die Heimstätte von Jedinstvo ist das Stadion Pod Borićima  in Bihać, welches 8.400 Zuschauer füllt. Der Spitzname der Fans lautet Sila Nebeska.

## Geschichte
1919 wurde der Club von Schülern des Bihać - Gymnasiums gegründet. Nach Ende des Zweiten Weltkriegs wurde eine neue Mitgliederversammlung abgehalten und Božo Popović zum Vereinspräsidenten ernannt. 1946 spielte Jedinstvo in der Liga der Teilrepublik Bosnien und Herzegowina. Aufgrund von schlechten Resultaten stieg der Club 2 Jahre später in die Regionalliga von Banja Luka ab. In der Saison 1967/68 qualifizierte sich der Club für den Aufstieg in die zweite Liga Jugoslawiens. Nach dem Bosnienkrieg 1992–1995 qualifizierte sich der Verein für den Aufstieg in die höchste Liga Bosniens.  Der größte Erfolg der Vereinsgeschichte war die Tabellenführung am Anfang der Saison 2003/04 in der ersten bosnischen Liga, wegen einer Serie von schlechten Resultaten rutschte der Verein auf den letzten Platz ab und stieg ab.
In der Saison 2004/05 gelang der Wiederaufstieg. Von 2005 bis 2008 spielte der Verein in der höchsten Spielklasse von Bosnien und Herzegowina, der Premijer Liga, bevor ein erneuter Abstieg folgte. Heute spielt der Verein in der Prva Liga FBIH, der zweithöchsten Liga Bosniens.

## Erfolge
- 1999/00: Meister in der ersten Liga von BiH
- 2004/05: Meister in der ersten Liga der Föderation BiH
- 2004/05: Aufstieg in die Premijer Liga

## Europapokalbilanz
| Saison | Wettbewerb         | Runde    | Gegner                | Gesamt | Hin     | Rück    |
| ------ | ------------------ | -------- | --------------------- | ------ | ------- | ------- |
| 1999   | UEFA Intertoto Cup | 1. Runde | GÍ Gøta               | 3:1    | 3:0 (H) | 0:1 (A) |
| 1999   | UEFA Intertoto Cup | 2. Runde | Ceahlăul Piatra Neamț | 2:5    | 1:2 (A) | 1:3 (H) |

Gesamtbilanz: 4 Spiele, 1 Sieg, 3 Niederlagen, 5:6 Tore (Tordifferenz −1)

## Bekannte Spieler
- Anes Čardaklija, Mittelfeldspieler
- Neven Rudić, Stürmer
- Halim Stupac, Stürmer
- Alen Mešanović, Stürmer